# أرادو هارون 196
أرادو هارون 196 عبارة عن طائرة أحادية السطح منخفضة الجناح للإستطلاع الجوي تطلق من على متن السفن تم بناؤها بواسطة شركة أرادو للطائرات الألمانية ابتداءً من عام 1936. في العام التالي تم اختيارها كفائز في مسابقة التصميم، وأصبح الطائرة القياسية لكريغسمارينه (البحرية الألمانية) طوال الحرب العالمية الثانية.

## التصميم والتطوير

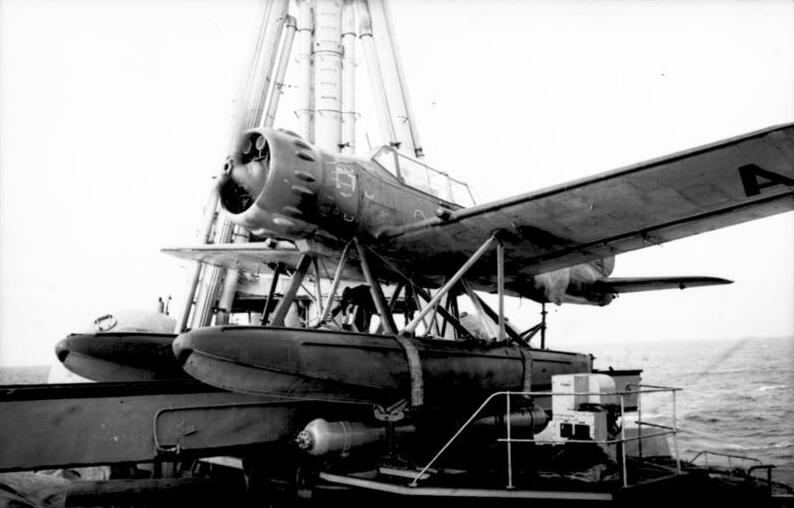
صورة الأرشيف الفيدرالي، الطراد الأدميرال هيبر، 1949

في عام 1933، بحثت البحرية الألمانية عن طائرة استطلاع قياسية لوضعها على متن السفن. بعد فترة اختيار قصيرة، قررت وزارة طيران الرايح أختيار طائرة هاينكل هي 60 ثنائية السطح. كان هذا واحداً من سلسلة من التطورات في هيكل الطائرات ذي السطحين الذي ظهر كعدد من الطائرات العائمة وطائرات التدريب والطائرات المقاتلة. بدأت عمليات التسليم في غضون أشهر.
بحلول عام 1935، وجد أن أداء هينيكل 60 لم يؤدي المطلوب وطلبت زوارة طران الرايخ من هنيكل تصميم بديل لها. كانت النتيجة هي هاينكل هي 114. تم تشغيل النموذج الأولي الأول بواسطة المحرك ذات ترتيب اسطوانات خطي دايملر-بنر دي بي 600، ولكن كان من الواضح أن إمدادات هذا المحرك ستكون محدودة وتحولت إصدارات الإنتاج إلى محرك بي إم دبليو 132 الشعاعي بدلاً منه.
أثبتت الطائرة أن أداءها أفضل قليلاً من الطائرة هي60، حيث كانت قيادتها في البحر البحر سيئًة. أدت التعديلات المستعجلة إلى سلسلة من تسعة نماذج في محاولة لحل بعض المشاكل، لكنها لم تساعد كثيرًا. استسلم سلاح البحرية، وتم بيع الطائرات في النهاية إلى رومانيا وإسبانيا والسويد.
في أكتوبر 1936، طلبت وزارة طيران الرايخ استبدال طائرة هي 114. كان الشرط الوحيد هي أنها أستخدام محرك بي إم دبليو 132 الشعاعي، وأرادوا نماذج أولية لطائرات عائمة فردية وزوجية. تم استلام التصميمات من دورنير وGotha وأرادو وفوك وولف. رفض عطاء هينكل، بحجة أنه لا يزال من الممكن صنع طائرة هي 114.
باستثناء تصميم ارادو أحادي السطح منخفض الجناحين، كانت جميعها عبارة عن طائرات تقليدية. هذا أعطى أداء أفضل لطائرة ارادو من أي من الطائرات الأخرى، وطلبت وزارة طيران الرايخ أربعة نماذج أولية. كانت وزارة طيران الرايخ محافظة بطبيعتها، لذا طلبت أيضًا تصميمين من تصاميم Focke-Wulf Fw 62 كنسخة احتياطية. سرعان ما أصبح من الواضح أن ارادو ستعمل بفعالية أكبر، وتم بناء أربعة نماذج فقط من طراز Fw 62.

## المشغلين العسكريين السابقين
وصلة=|حدود  بلغاريا
- سلاح الجو البلغاري

وصلة=|حدود  فنلندا
- القوات الجوية الفنلندية

وصلة=|حدود  ألمانيا
- كريغسمرين
- وفتوافا

وصلة=|حدود  النرويج - (تم الاستيلاء عليها)
- القوات الجوية الملكية النرويجية الجوية
- سلاح الجو الملكي النرويجي

وصلة=|حدود  رومانيا
- الطيران البحري الروماني الملكي [1]

وصلة=|حدود  الاتحاد السوفيتي
- حرس الحدود السوفياتي